# مات بيش
مات بيش (من مواليد 15 مايو 1975) (بالإنجليزية: Matt Bish)‏، المعروف أيضًا باسم ماثيو بيشانغا (بالإنجليزية: Matthew Bishanga)‏، هو صانع أفلام أوغندي. أخرج أول فيلم طويل له سنة 2007 بعنوان معركة الأرواح.

## الحياة الشخصية والتعليم
حصل بيش على تعليمه المبكر في أوغندا. هناك، عندما كان صبيًا، نشأ على حب الأفلام، وحضور السينما، كما شاهد أيضًا العديد من الأفلام في المنزل مع أسرته على نظام الفيديو المنزلي لوالده. ينسب الفضل لوالديه في إلهام مسيرته السينمائية. بعد تعليمه الابتدائي، التحق بجامعة ماكيريري في كمبالا، حيث درس الهندسة المعمارية، قبل أن ينتقل إلى هولندا في عام 1998، حيث درس صناعة الأفلام الرقمية في معهد (SAE) في أمستردام.

## مساره
في عام 2005، عاد بيش إلى أوغندا ليؤسس شركة إنتاج سمعي بصري باسم (Bish Films Ltd) مع شقيقه الأصغر روجر موغيشا. في البداية اقتصرت الشركة على مقاطع الفيديو الموسيقية، وسرعان ما تحولت إلى الأفلام. عمل بيش على فيلمه الطويل الأول (معركة الأرواح) عام 2006. ويعتبر أول فيلم روائي طويل في أوغندا.

## أعماله
| السنة | الفيلم            | الوظيفة                   | ملاحظات |
| ----- | ----------------- | ------------------------- | --- |
| 2007  | معركة الأرواح     | الكتابة والإخراج والإنتاج | فيلم من 105 دقيقة، يشار إليه عادة باسم "أول فيلم روائي طويل في أوغندا"؛ شارك في: مهرجان كينيا السينمائي الدولي، مهرجان زنجبار السينمائي الدولي، مهرجان فيرونا السينمائي الدولي، مهرجان الأفلام الأفريقية (لوس أنجلوس)، جوائز الأكاديمية الأفريقية للأفلام (11 ترشيحًا، فاز بجائزة أفضل مؤثرات بصرية وأفضل ممثل مساعد) |
| 2011  | مكتب أبحاث الدولة | الإخراج والإنتاج          | فيلم من 95 دقيقة، شارك في: مهرجان الفيلم الأفريقي لاغوس (نيجيريا)، مهرجان زنجبار السينمائي الدولي، جوائز الأكاديمية الأفريقية للأفلام (ترشيحان)، مهرجان كينيا السينمائي الدولي ، مهرجان بيرل السينمائي الدولي (7 ترشيحات)                                                                                            |
| 2014  | The Sircle        | الإخراج                   | فيلم من 60 دقيقة لقناة (M-Net) |
| 2014  | بلاي بوي          | الإخراج                   | فيلم من 60 دقيقة لقناة (M-Net) |
| 2014  | لا تكذب           | الإخراج                   | فيلم من 60 دقيقة لقناة (M-Net) |

أفلام قصيرة
| االسنة | الفيلم              | الوظيفة                   | ملاحظات |
| ------ | ------------------- | ------------------------- | --- |
| 2010   | فتاة كاثوليكية جيدة | الكتابة والإخراج والإنتاج | فيلم من 26 دقيقة، شارك في: مهرجان كينيا السينمائي الدولي، مهرجان زنجبار السينمائي الدولي، مهرجان فيرونا السينمائي الدولي |
| 2012   | قطع هذا الشيء       | الإخراج والإنتاج          | فيلم من 14 دقيقة، شارك في: مهرجان برلين الدولي للفيلم القصير 2012، مهرجان كينيا السينمائي الدولي                         |

الافلام الوثائقية
| السنة | الفيلم                                 | الوظيفة          | ملاحظات                                                      |
| ----- | -------------------------------------- | ---------------- | ------------------------------------------------------------ |
| 2005  | Vote National Resistance Movement      | الإخراج والإنتاج | فيلم من 5 دقائق                                              |
| 2005  | The Journey of KMCC                    | الإخراج والإنتاج | فيلم من 26 دقيقة عن كنيسة مركز كانسانغا ميرال                |
| 2006  | Celtel Uganda                          | الإخراج والإنتاج | فيلم من 9 دقائق                                              |
| 2011  | No Water No School                     | الإخراج والإنتاج | فيلم من 3 دقائق                                              |
| 2011  | Picking Up The Pieces                  | الإخراج والإنتاج | فيلم من 4 دقائق                                              |
| 2011  | Restoring Dignity                      | الإخراج والإنتاج | فيلم من 3 دقائق، شارك في: مهرجان كينيا السينمائي الدولي 2011 |
| 2011  | Returning Home                         | الإخراج والإنتاج | فيلم من 5 دقائق، شارك في: مهرجان كينيا السينمائي الدولي 2011 |
| 2011  | The Struggle To Live A Dignifying Life | الإخراج والإنتاج | فيلم من 14 دقيقة                                             |

## روابط خارجية
- مات بيش على موقع IMDb (الإنجليزية)